# Cocos2d
Cocos2d — крос-платформовий фреймворк, який використовується для розробки інтерактивних додатків та ігор (переважно для мобільних пристроїв). Середовище є відкритим програмним забезпеченням. Cocos2d містить багато розгалужень, таких як Cocos2d-ObjC, Cocos2d-x, Cocos2d-html5 і Cocos2d-XNA. Також в товаристві Cocos2d має декілька незалежних редакторів, призначених для редагування спрайтів, частинок, шрифтів і тайлових карт. Можна також згадати редактори світу: CocosBuilder і CocoStudio.

## Спрайти і сцени
Робота всіх версій Cocos2D основана на використанні спрайтів. Спрайти можна розглядати як прості 2D зображення, але також може бути контейнером для інших спрайтів. В Cocos2D, розміщенні разом спрайти створюють сцену, наприклад, рівень гри або головне меню. Спрайтами можна керувати на основі подій у вихідному коді або як частина анімації. Над спрайтами можна проводити певні дії: переміщувати, повертати, масштабувати, змінювати зображення і так далі.

## Анімація
Cocos2D забезпечує базові примітиви анімації, які використовують спрайти. Деякі версії Cocos2D дозволяють ефекти частинок і застосування шейдерних фільтрів (warp, ripple тощо).

### Графічний інтерфейс користувача
Cocos2D представляє примітиви для створення простих елементів графічного інтерфейсу. Він включає в себе текстові поля, написи, меню, кнопки та інші поширені елементи.

### Фізична система
Багато реалізацій Cocos2D йдуть разом з поширеними реалізаціями 2D фізичних рушіїв, таких як Box2D і Chipmunk.

### Звук
Різні версії Cocos2D мають звукові бібліотеки, оболонки над OpenAL або іншими бібліотеками. Можливості залежать від реалізації Cocos2D.

### Підтримка скриптів
Підтримується біндінг з Javascript, Lua та інших. 

### Підтримка редакторів
- CocoStudio: інструментарій на основі Cocos2d-x, містить UI Editor, Animation Editor, Scene Editor і Data Editor; разом утворюючи закінчену систему.
- CocosBuilder: безкоштовне ПЗ за ліцензією MIT.
- SpriteBuilder: SpriteBuilder — нове покоління CocosBuilder.

## Підтримка платформ і мов
| Відгалуження    | Платформи                                                 | Мови API             |
| --------------- | --------------------------------------------------------- | -------------------- |
| Cocos2d-x       | iOS, Android, Windows Phone 8, Windows 7, Linux, Mac OS X | C++, Lua, Javascript |
| Cocos2d-android | Android                                                   | Java                 |
| Cocos2d-objc    | iOS, Mac OS X                                             | Objective-C          |
| Cocos2d-html5   | Браузери з підтримкою HTML5                               | Javascript           |
| Cocos2d-xna     | Windows Phone 7&8, Windows 7&8, XBox360                   | C#                   |
| Cocos2d-python  | Платформи, підтримка Python                               | Python               |